# Adam Storke
Adam J. Storke (New York, 18 agosto 1962) è un attore statunitense.

## Biografia
Figlio dell'attrice Angela Thornton e del produttore cinematografico William Storke, ha avuto una relazione con l'attrice Natasha Gregson Wagner.
È attivo principalmente nel campo televisivo; al cinema è noto per il ruolo di Dakota in La morte ti fa bella.

## Filmografia parziale
- Mystic Pizza, regia di Donald Petrie (1988)
- Autostrada per l'inferno (Highway to Hell), regia di Ate de Jong (1991)
- La morte ti fa bella (Death Becomes Her), regia di Robert Zemeckis (1992)

### Televisione
- Miami Vice - serie TV, episodio 5x20 (1989)
- Il fantasma dell'Opera (The Phantom of the Opera) - miniserie TV, 2 episodi (1990)
- Giustizia privata - Una madre sotto accusa (In My Daughter's Name), regia di Jud Taylor - film TV (1992)
- L'ombra dello scorpione (The Stand), regia di Mick Garris - miniserie TV (1994)

## Doppiatori italiani
Nelle versioni in italiano dei suoi lavori, Adam Storke è stato doppiato da:
- Simone D'Andrea in Law & Order - Criminal Intent
- Vittorio De Angelis in L'ombra dello scorpione
- Sandro Acerbo in La morte ti fa bella
- Francesco Prando in Mystic Pizza
- Nicola Braile in Westworld - Dove tutto è concesso